# Neptis marpessa
Neptis marpessa är en fjärilsart som beskrevs av Carl Heinrich Hopffer 1855. Neptis marpessa ingår i släktet Neptis och familjen praktfjärilar. Inga underarter finns listade i Catalogue of Life.